# Південний котик
Південний котик (Arctocephalus) — рід тварин родини Отарієвих. Етимологія: грец. ἄρκτος — ведмідь; грец. κεφαλη — голова. Представники роду помітно різняться розміром, від порівняно малого Arctocephalus galapagoensis до дуже великого Arctocephalus pusillus. Забарвлення видів Arctocephalus приблизно схоже і, як правило, сіро-коричневе, низ трохи світліший. Самці також мають з чорною гривою шию. Arctocephalus характеризуються густим підшерстком. Утворюють великі колонії, де самці утримують гарем з кількох самиць. Суперники-самці борються між собою за найкращі місця на узбережжі, в той час молодші й слабші самці знаходяться на краю колонії.

## Класифікація
У складі роду виокремлюють 8 видів:
- Arctocephalus australis
- Arctocephalus forsteri
- Arctocephalus galapagoensis
- Arctocephalus gazella
- Arctocephalus philippii
- Arctocephalus pusillus
- Arctocephalus townsendi
- Arctocephalus tropicalis